# Substancje zubożające warstwę ozonową
Substancje zubożające warstwę ozonową – określenie odnoszące się do chemicznych związków organicznych zubożających warstwę ozonową, głównie pochodnych metanu i etanu, zawierających w swym składzie atomy chloru, chloru i fluoru lub bromu i fluoru. Do określania wpływu poszczególnych substancji stosuje się wskaźnik ODP, czyli potencjał niszczenia ozonu.

## Nazewnictwo

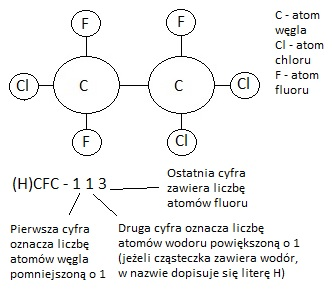
Nazewnictwo substancji zubożających warstwę ozonową na przykładzie CFC-113

Ze względu na zasięg globalny umowy, niezbędne było jak największe uproszczenie procesu wprowadzania w życie odpowiednich mechanizmów. W związku ze skomplikowanymi nazwami chemicznymi tych substancji, których stosowanie byłoby niewygodne w wielu oficjalnych dokumentach i oznaczeniach, oraz faktem że nie wszyscy zainteresowani i zobligowani do ich przestrzegana mieli na co dzień styczność z chemią, wprowadzono uproszczony system nazewnictwa. Związki chemiczne pogrupowano na 4 podzbiory, a te z kolei na 9 grup:
1. podstawowe CFC (11, 12, 113, 114, 115) – chlorofluorowęglowodory,
2. halony,
3. pozostałe CFC (13 – 217),
4. tetrachlorometan
5. 1,1,1-trichloroetan
6. HCFC – wodorochlorofluorowęglowodory
7. HBFC – wodorobromofluorowęglowodory
8. bromochlorometan
9. bromometan (bromek metylu)

Czasem przyjmuje się stosowanie do niektórych związków litery R zamiast HCFC lub CFC, np. zamiast CFC-113 zaczęto stosować R-113, zamiast HCFC-22 – R-22.

## Znakowanie
Rozporządzenie 2037/2000 z dnia 29 czerwca 2000 w sprawie substancji zubożających warstwę ozonową z późniejszymi zmianami w roku 2001, oraz Rozporządzenie z dnia 16 sierpnia 2004 o substancjach zubożających warstwę ozonową określają warunki znakowania substancji kontrolowanych oraz produktów i urządzeń zawierających takie substancje.
Oznakowanie powinno zawierać:
- napis „niebezpieczne dla warstwy ozonowej”

oraz informacje o:
- chemicznej nazwie substancji kontrolowanej
- wzorze chemicznym substancji kontrolowanej
- jej nazwie handlowej
- w przypadku gdy substancja wchodząca w skład produktu jest mieszaniną substancji kontrolowanych – jej skład w procentach wagowych
- sposobie użytkowania, który w jak najmniejszych stopniu zagraża środowisku.

## Odzysk, recykling, utylizacja
Zgodnie z ustawą Prawo ochrony środowiska urządzenia i instalacje zawierające kontrolowane substancje zubożające warstwę ozonową stają się odpadem w chwili gdy posiadacz się ich pozbywa, zamierza się ich pozbyć lub do ich pozbycia jest obowiązany. W związku z tym takie urządzenie lub instalacja staje się odpadem w chwili zmiany jego właściciela. Urządzenia takie można użytkować do ich tzw. śmierci technicznej. Możliwa jest dalsza sprzedaż takich urządzeń, pod warunkiem, że zostało ono opróżnione z substancji kontrolowanej (dotyczy to również substancji kontrolowanych zawartych w piance poliuretanowej). Należy jednak zauważyć, że po sprzedaży urządzenie takie może zostać ponownie napełnione tylko substancją alternatywną. Jeżeli chodzi o same substancje kontrolowane odzyskane z urządzeń i instalacji to nie muszą one zostać jednoznacznie uznane za odpad. Substancje z grupy HCFC mogą być ponownie wykorzystane do serwisowania istniejących urządzeń do 2015, w ten sposób poddane recyklingowi, natomiast substancje z grupy CFC zgodnie z rozporządzeniem 2037/2000 mogą zostać ponownie wprowadzone do obrotu, jeżeli:
- przeznaczone są do unieszkodliwienia na obszarze Wspólnoty Unii Europejskiej
- są stosowane jako substraty lub czynniki ułatwiające procesy chemiczne
- są używane do celów zamówień objętych pozwoleniami w odniesieniu do nieodzownego zużycia przez użytkowników
- są stosowane czasowo w sytuacjach wyjątkowych, dopuszczalnych zgodnie z przepisami rozporządzenia 2037/2000

w przeciwnym razie muszą być unieszkodliwione poprzez przekazanie podmiotowi zajmującemu się przywracaniem substancjom kontrolowanym właściwości użytkowych i wprowadzeniem do ponownego obrotu.